# Кронстедт, Аксель
Аксель Фредрик Кро́нстедт (Кронштедт; швед. Axel Frederic von Cronstedt; 23 декабря 1722 года, Штрёпста — 19 августа 1765 года, Стокгольм) — шведский химик и минералог. Открыл элемент никель. Также известен тем, что ввёл систематическое использование горелок для анализа химического состава полезных ископаемых.

## Биография
В 1738 году Аксель Кронстедт записался в университет Уппсалы. По желанию отца изучал сначала математику, чтобы позже стать военным офицером. Иоганн Готтшальк Валлериус пробудил у него интерес к минералогии, которой он посвятил свою жизнь. В 1742 году он начинает работать в управлении шахтами Швеции, где со временем получает всё более высокие должности.
В 1758 году становится руководителем восточных и западных шахт Швеции. В 1751 году ему удаётся впервые выделить экстракцией элемент никель. Уже в 1753 году становится членом Шведской академии наук. В 1756 году ввел понятие «цеолит». Также сделал подробный анализ вольфрамата кальция, изучал свойства гипса и внутреннюю структуру полезных ископаемых.